# Kostel svatého Michaela archanděla (Rudziniec)
Kostel svatého Michaela archanděla (polsky: Kościół św. Michała Archanioła) je historický katolický kostel ve fojtské vesnici Rudziniec, okres Gliwice, Slezské vojvodství a náleží do děkanátu Ujazd, diecéze opolské, je farním kostelem farnosti sv. Michala archanděla.
Dřevěný kostel je v seznamu kulturních památek Polska pod číslem A/35/60 z 10. 3. 1960 a je součástí Stezky dřevěné architektury v Slezském vojvodství.

## Historie
První zmínka o kostele ve vesnici Rudziniec pochází z roku 1447. V první polovině 17. století byl kostel protestantský. V roce 1657 byl postaven nový dřevěný kostel pod patronací Václava von Pelka, evangelického vlastníka vesnice Rudziniec. Datum se nachází pod oknem kněžiště a erb je dochovám pod panskou lóži. V druhé polovině 17. století kostel byl v rukou katolíků a byl začleněn jako filiální kostel pod farnost v Rudně. V roce 1853 byla ke kostelu přistavěna věž. V roce 1872 byla provedena cihlová podezdívka. V roce 1936 byla postavena na západní straně předsíň. Kostel v Rudzinci je od roku 1945 kostelem farním. Nachází se uprostřed hřbitova. Proti kostelu se nachází zděná kaplička z přelomu 18. a 19. století.

## Architektura
Jednolodní orientovaná stavba dřevěná roubené konstrukce na cihelné podezdívce obtočená otevřenými sobotami. Loď má čtvercový půdorys s užším trojbokým závěrem. Dřevěná věž je štenýřové (sloupové) konstrukce, přimyká se k lodi ze západní strany a zahrnuje hudební kruchtu. Podvěžím vede vchod do lodi (pod kruchtou). Ke kněžišti z jižní strany byla přistavěna obdélníková sakristie. Střecha je sedlová krytá šindelem, věž má jehlanovou šindelovou střechu. Věž a horní části lodi, sakristie a závěru jsou bedněny, stěny v sobotách mají odkryté trámy. Nad střechami sobot jsou ve stěnách lodi nepravidelně rozmístěná obdélníková okna.

## Interiér
Kněžiště je užší a nižší než loď, má valenou klenbu.V lodi je trámový strop je pobit deskami. Hudební kůr je podepřen šesti dřevěnými sloupy. Vnitřek kostela je bohatě zdoben polychromií pocházející z roku 1657. Většina vybavení kostela je barokní. z 18. století je hlavní oltář s obrazy Nanebevznesení Panny Marie a sv. Michaela archanděla. Na antependiu se nachází obraz Dobrý Pastýř, na evangelijní straně je boční oltář s obrazem Panny Marie Čenstochovské, na epištolní straně je boční oltář s obrazem Pieta.

## Galerie

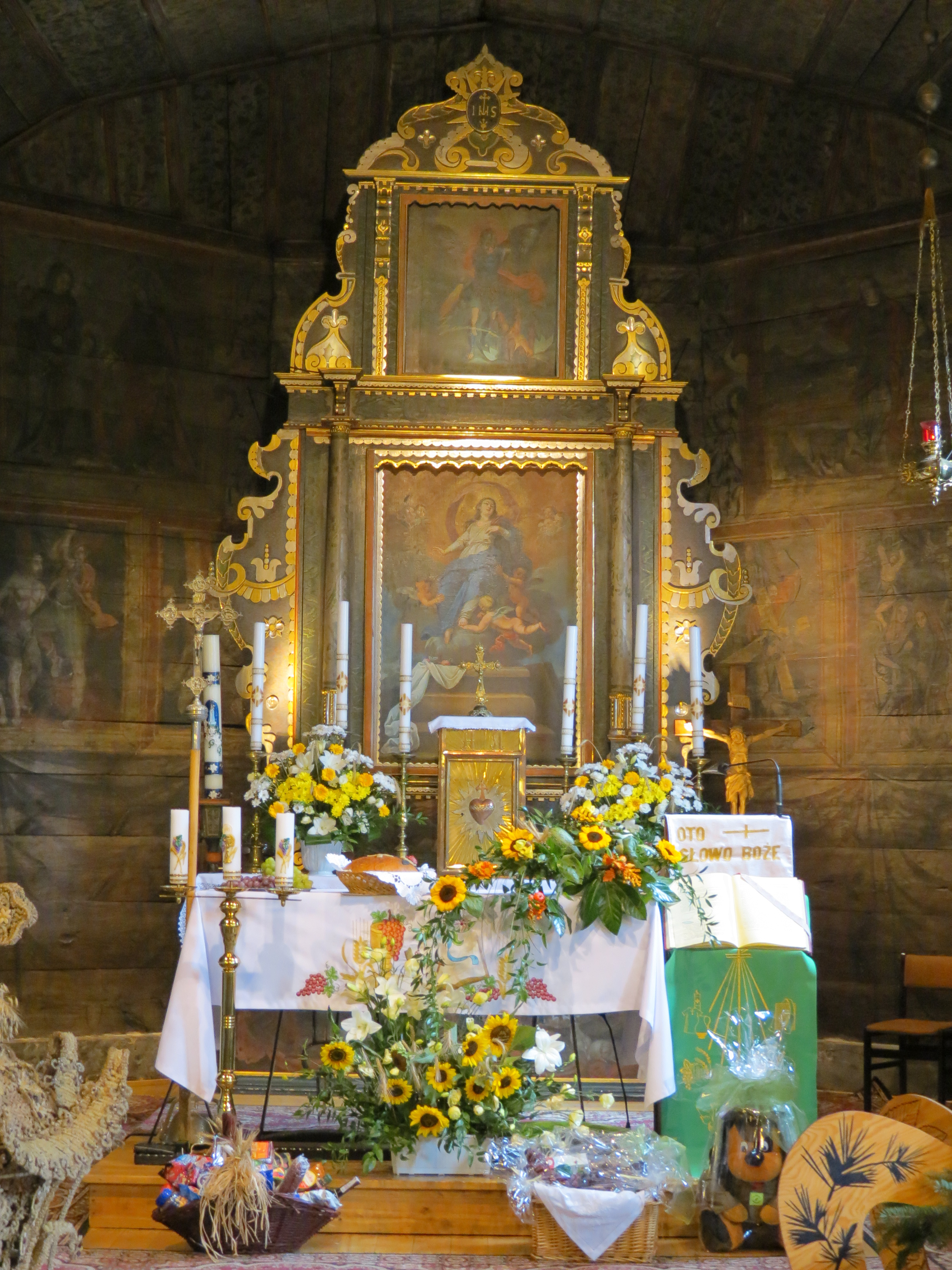
Hlavní oltář
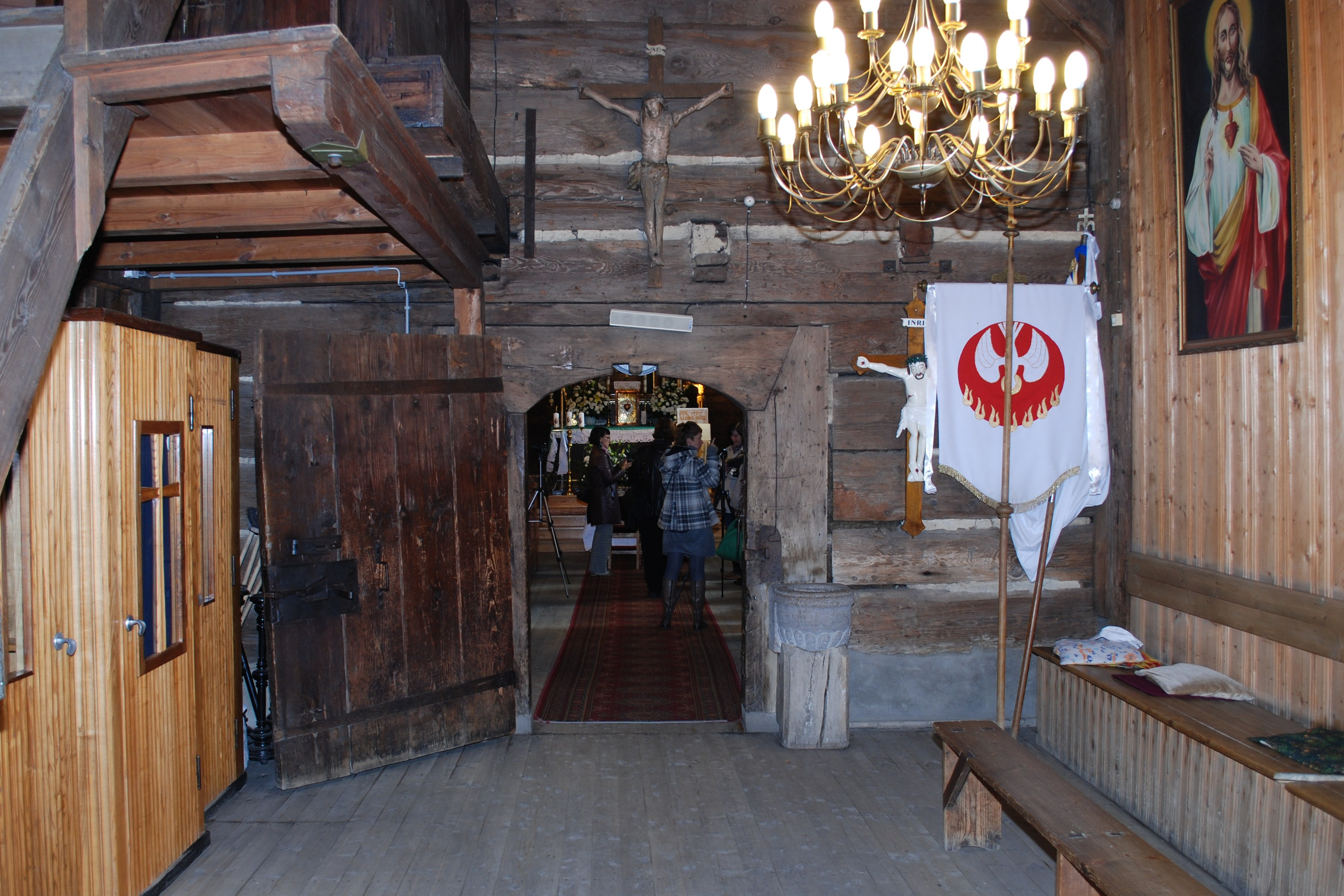
Vstup z podvěží do lodi kostela
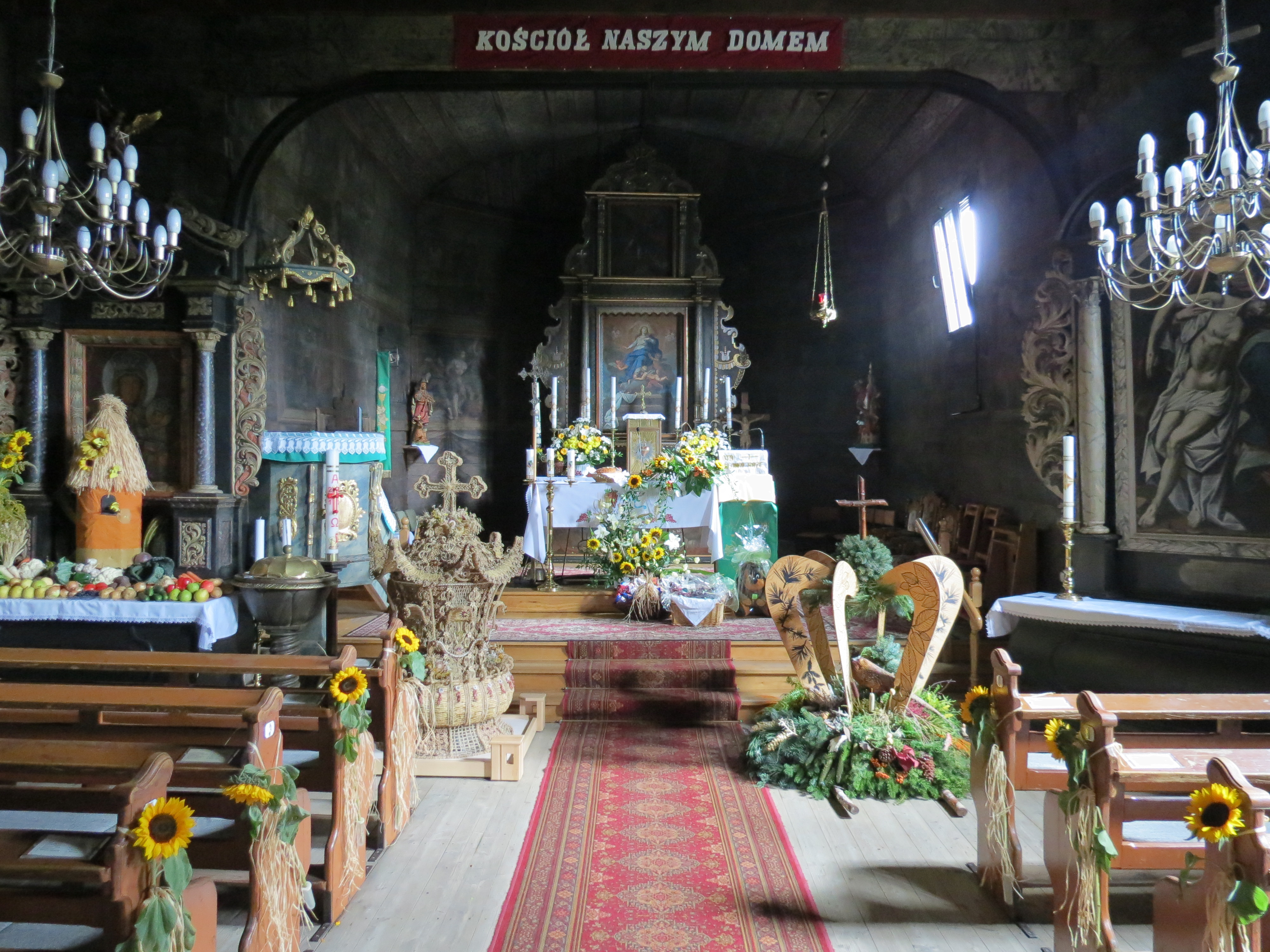
Loď a kněžiště
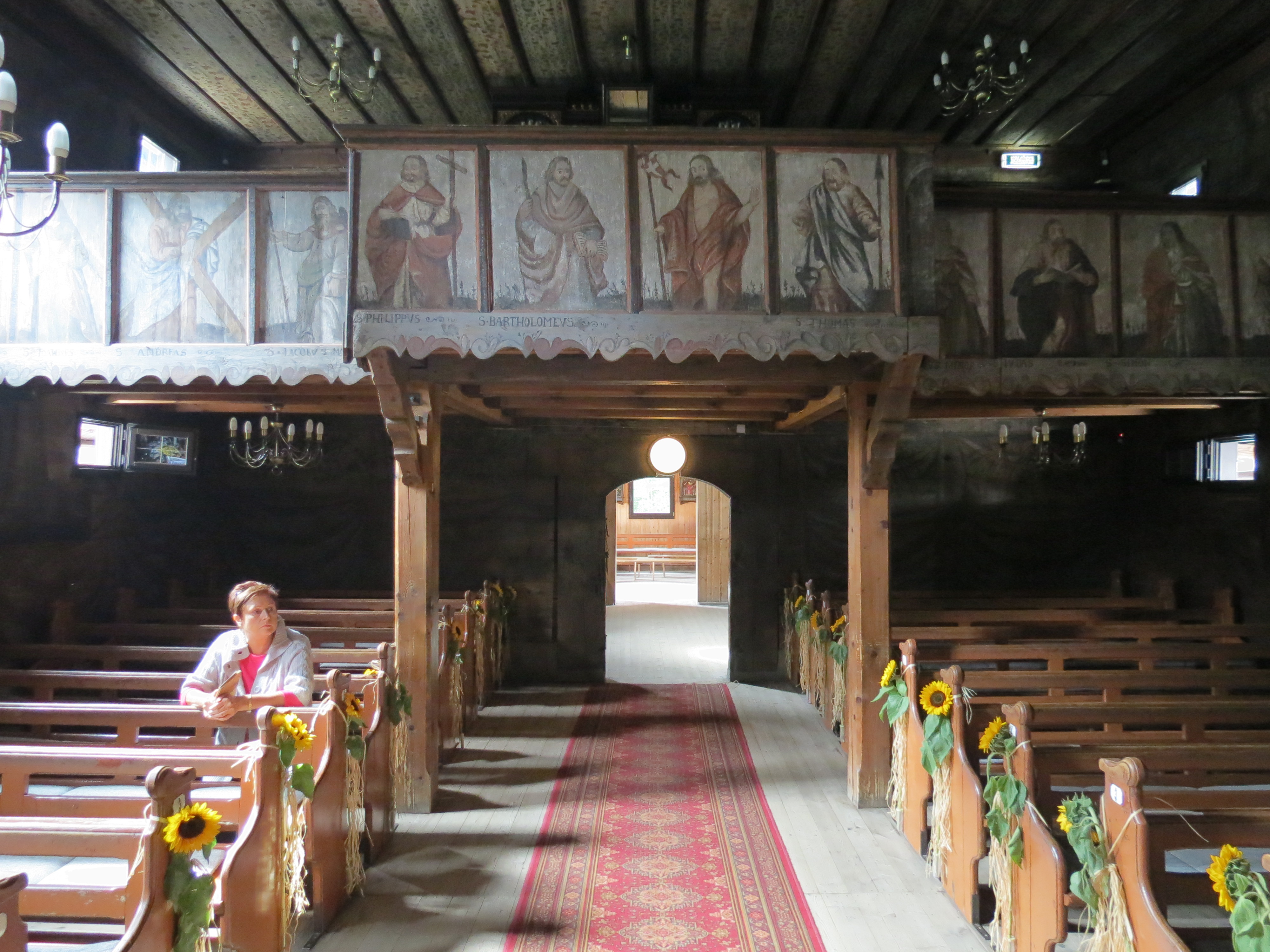
Hudební kruchta
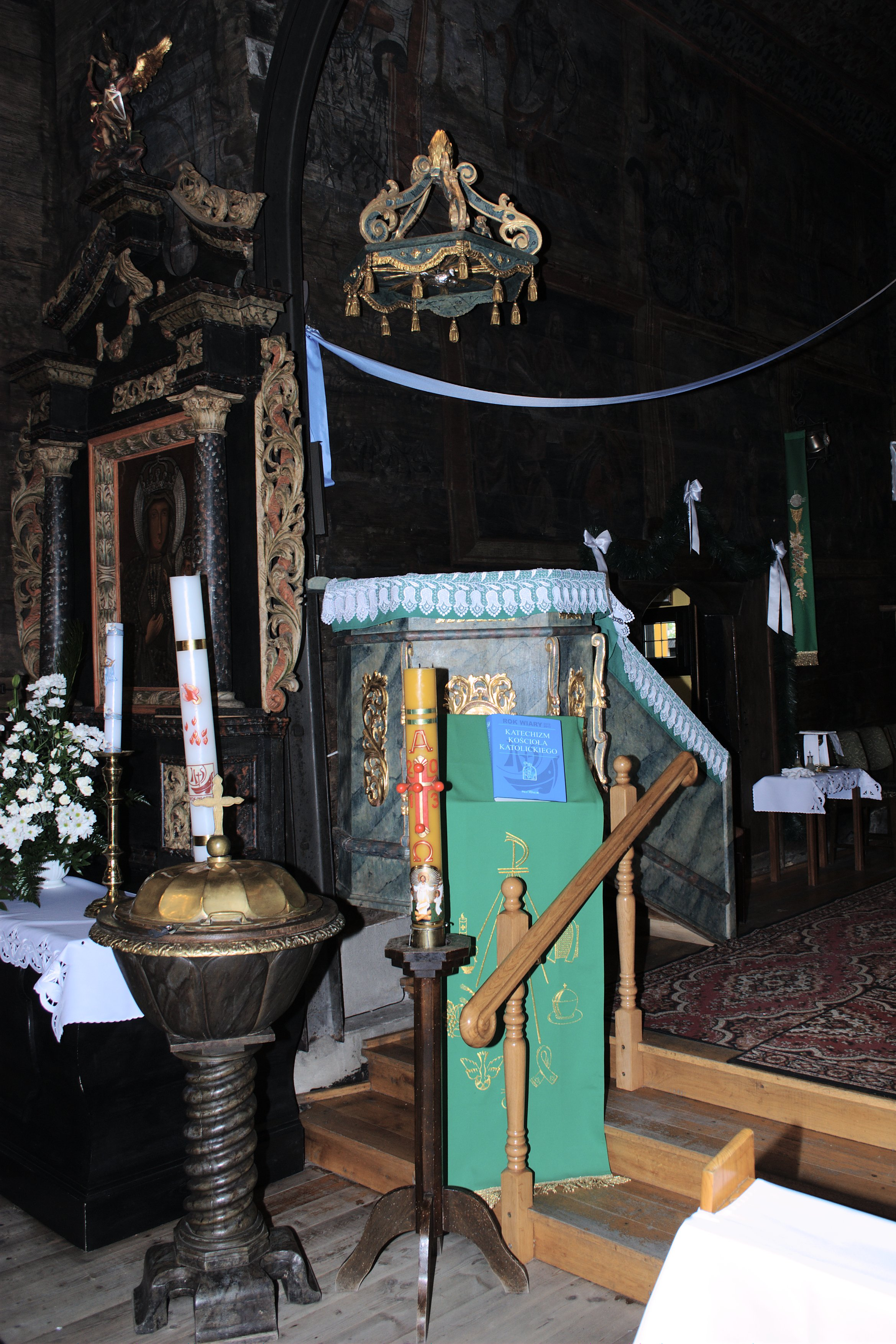
Ambona